# Глухенький, Николай Герасимович
Николай Герасимович Глухенький (укр. Микола Герасимович Глухенький; 6 декабря 1929, с. Хороль (ныне Хорольского района Приморского края) — 23 января 1993, Фастов Киевской области) — украинский и советский писатель и переводчик.

## Биография
В 1939 году переехал с родителями из Приморья (Зелёный Клин), где семья спасалась от преследований, в город Фастов (Украина).
В 1948—1950 году обучался на философском факультете Киевского университета.
В 1950 году был арестован, как член "Антисоветской повстанческой организации " и осуждён к 10 годам лагерей ГУЛАГа. Освобождён в 1955 году, реабилитирован в 1989 году.
В 1959 году окончил исторический факультет Киевского университета.

## Творчество
Автор исторических романов «Колиивщина» (К., 1966) и «Пути» (К., 1968), в которых воссоздана широкая панорама народно-освободительного крестьянского движения на Украине в XVIII веке, показаны колоритные образы предводителей восставших масс И. Гонты, М. Железняка, С. Неживого, А. Журбы, Н. Швачки.
Повесть Н. Глухенького «Михаил Максимович» (К., 1969) — художественно-биографический рассказ об украинском учёном-энциклопедисте XIX века.
Переводил произведения русских авторов, среди них М. Алексеева, Ю. Бондарева, с белорусского языка — В. Хомченко, А. Якимовича, с башкирского — И. Гиззатуллина.